# Пінтуріккйо
Пінтурі́ккйо (італ. Pinturicchio; італ. Bernardino di Betto di Biagio, 1454, Перуджа — 11 грудня 1513, Сієна) — італійський живописець. Представник умбрійської школи кватроченто. Робив також декоративні стінописи та мозаїки.

## Життєпис

### Ранні роки та навчання
Народився в місті Перуджа. Син Бенедетто ді Б'яджо. Пінтуріккйо — прізвисько, бо художник був дуже малим на зріст. Це прізвисько він зробив своїм підписом.

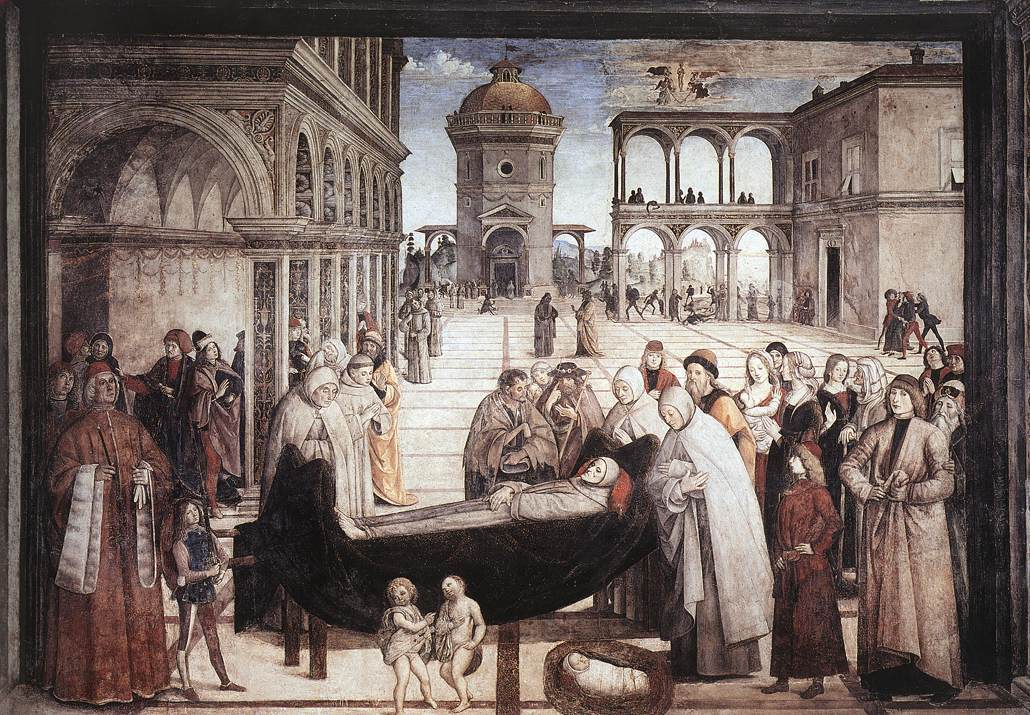
Смерть св. Бернардіно

Навчався у Фйоренцо ді Лоренцо, разом з Рафаелем — у Перуджіно, якому допомагав при створенні фресок Сікстинської капели Ватикану (1481—1482), а за деякими даними — ще й у Бенедетто Капоралі, творця палацу кардинала Пассеріні, згодом розписаного Сіньйореллі. Імовірно, зазнав впливу і Бенедетто Бонфільї, вчителя Перуджіно.
Близькість до художніх манер Перуджіно та Рафаеля доводять деякі твори самого Пінтуріккйо, серед них фреска «Смерть св. Бернардіно», архітектурне тло якої має багато спільного з архітектурними спорудами Перуджіно на фресках у Ватикані.

### У зрілому періоді
Працював у багатьох містах Італії — Перуджі, Римі, Орв'єто, Сполето, Сієні. Найвідоміші розписи — у церкві Санта Марія дель Пополо, Апартаментів Борджіа і Сієнському соборі (бібліотека Пікколоміні). На його фресках часто з'являються «гротески» (елементи рослинного та архітектурного орнаменту). З його полотен виділяється «Портрет хлопчика», що зберігається у Дрезденській галереї.
Джорджо Вазарі досить негативно відгукується про Пінтуріккйо, вважаючи його славу недостатньо заслуженою. Крім того, біограф дорікає художнику в зайвому прагненні догодити замовникам.

## Вибрані твори
- Фрески в Сієнському соборі з життя папи Пія II
- Вівтар і фрески в Санта Марія дель Пополо
- Фрески в Апартаментах Борджіа (1492 — 1496
- Фрески у фонтанному залі в Палаццо Колонна в Римі
- Фрески в каплиці єпископа Еролі в Санта Марія делль Ассунта в Сполето

## Галерея

### Портрети

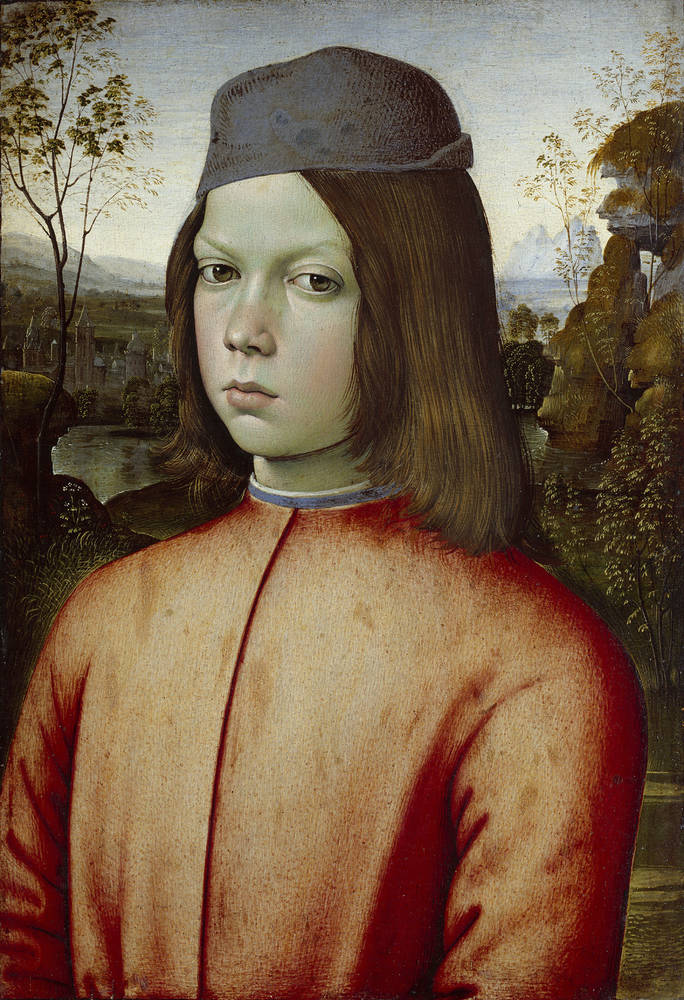
«Портрет невідомого хлопчика»
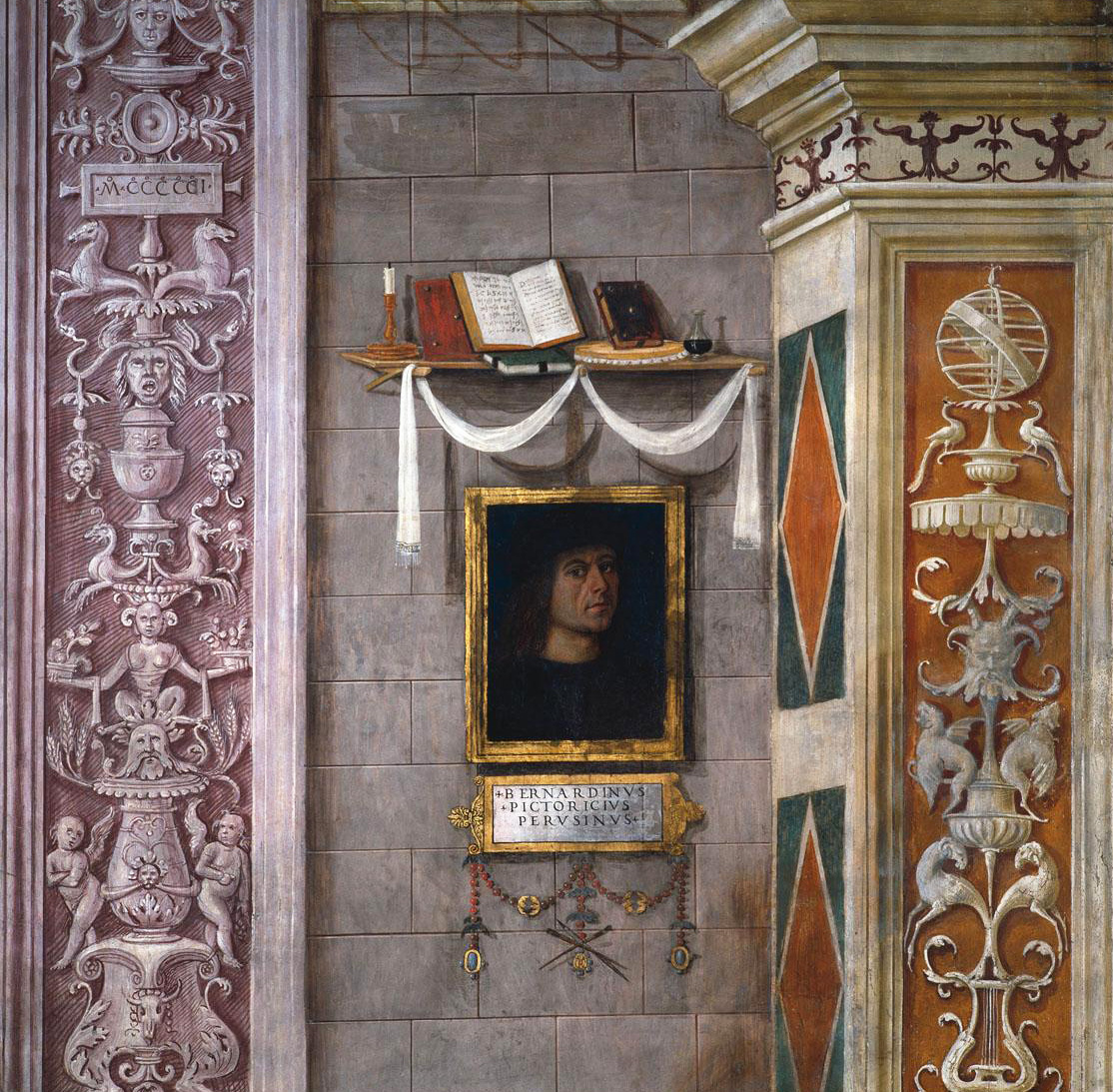
«Автопортрет»
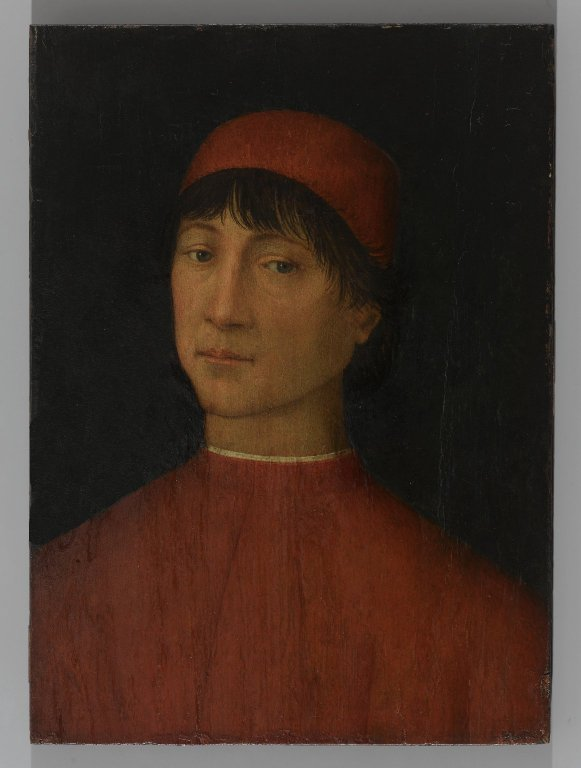
«Портрет невідомого»

### Релігійні твори

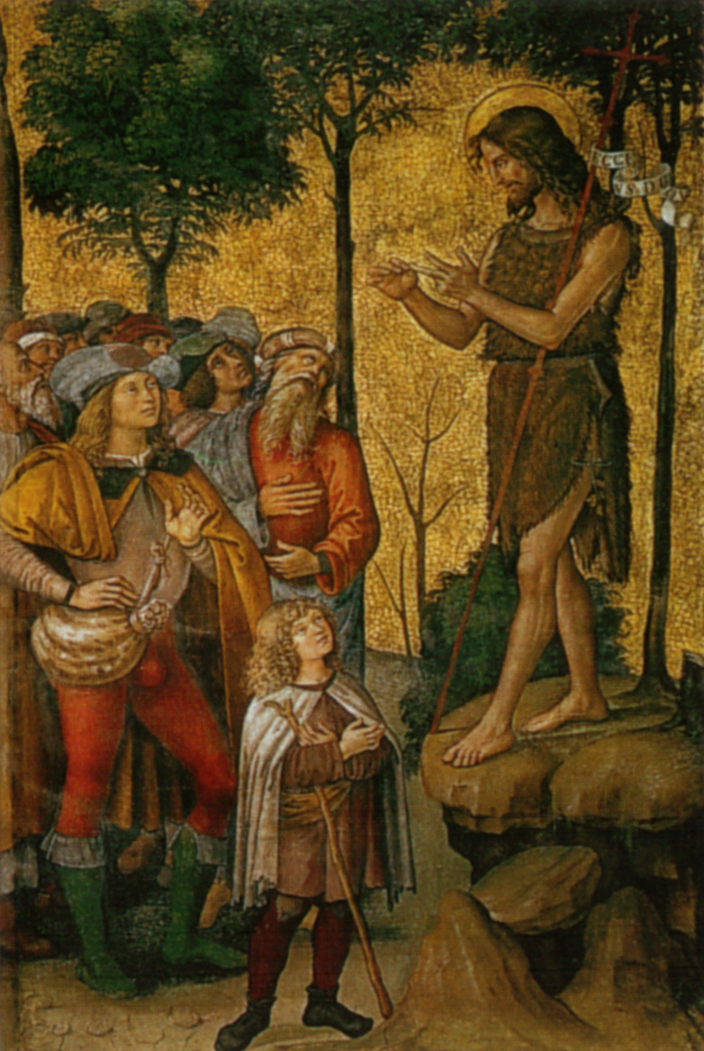
Проповідь Іоанна Хрестителя, 1504 р. Сієна, катедральний собор
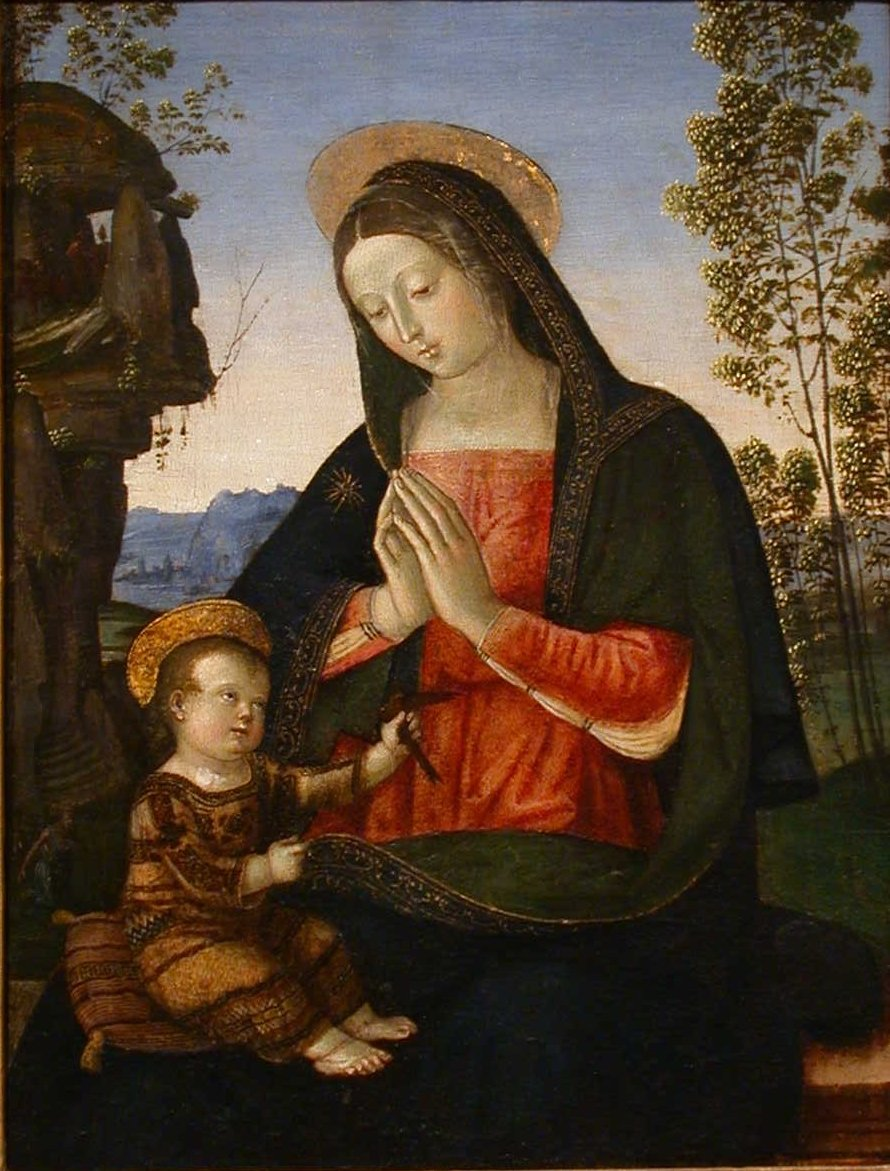
Поклоніння немовляті Христу
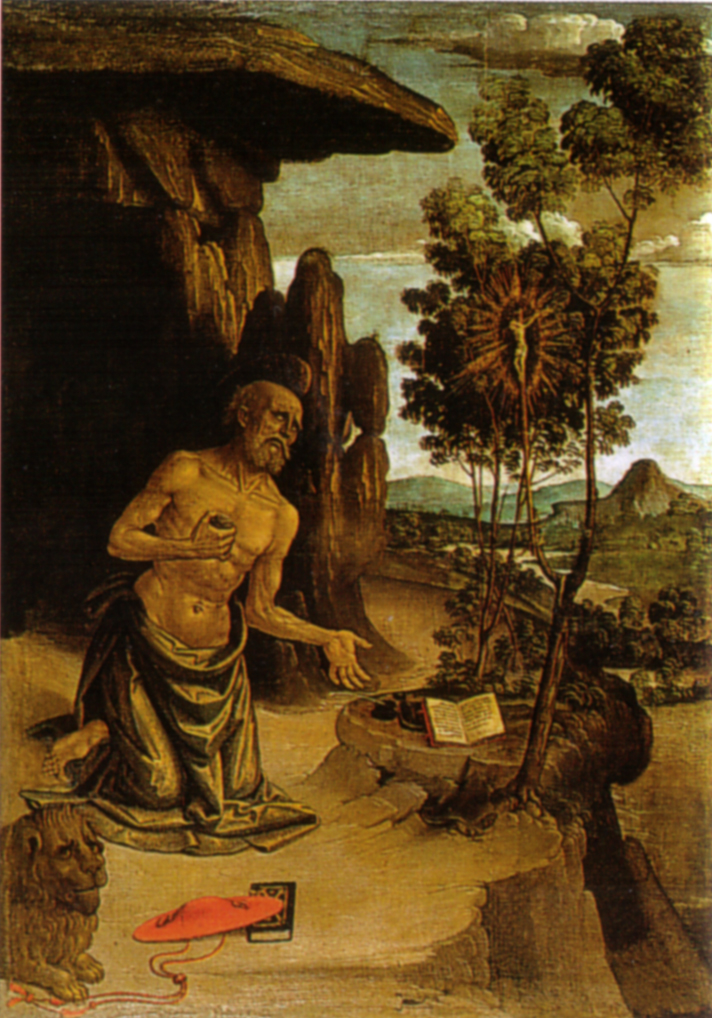
Св. Єронім в пустелі

### Фрески

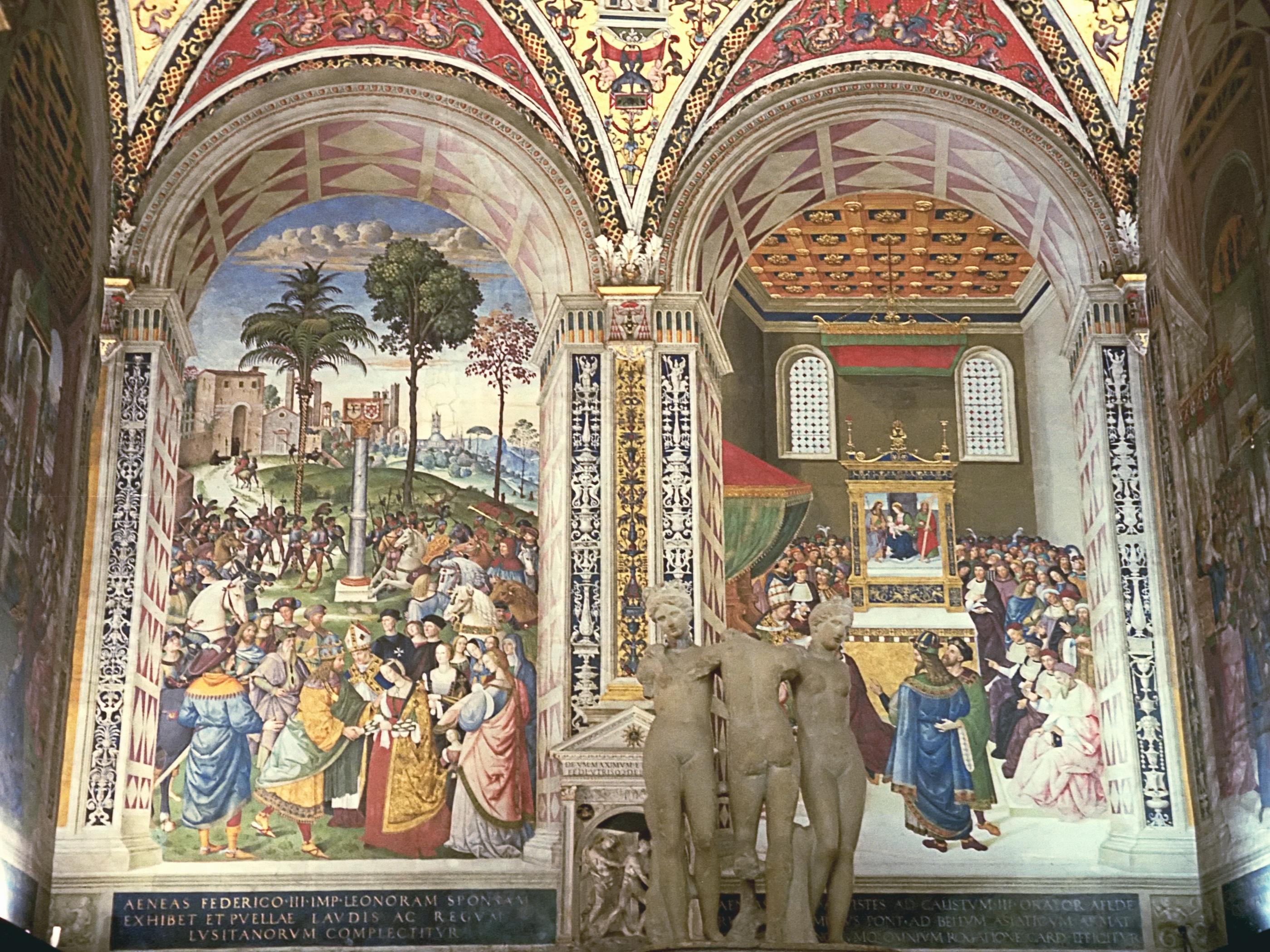
Фреска в Libreria Piccolomini в Сієні
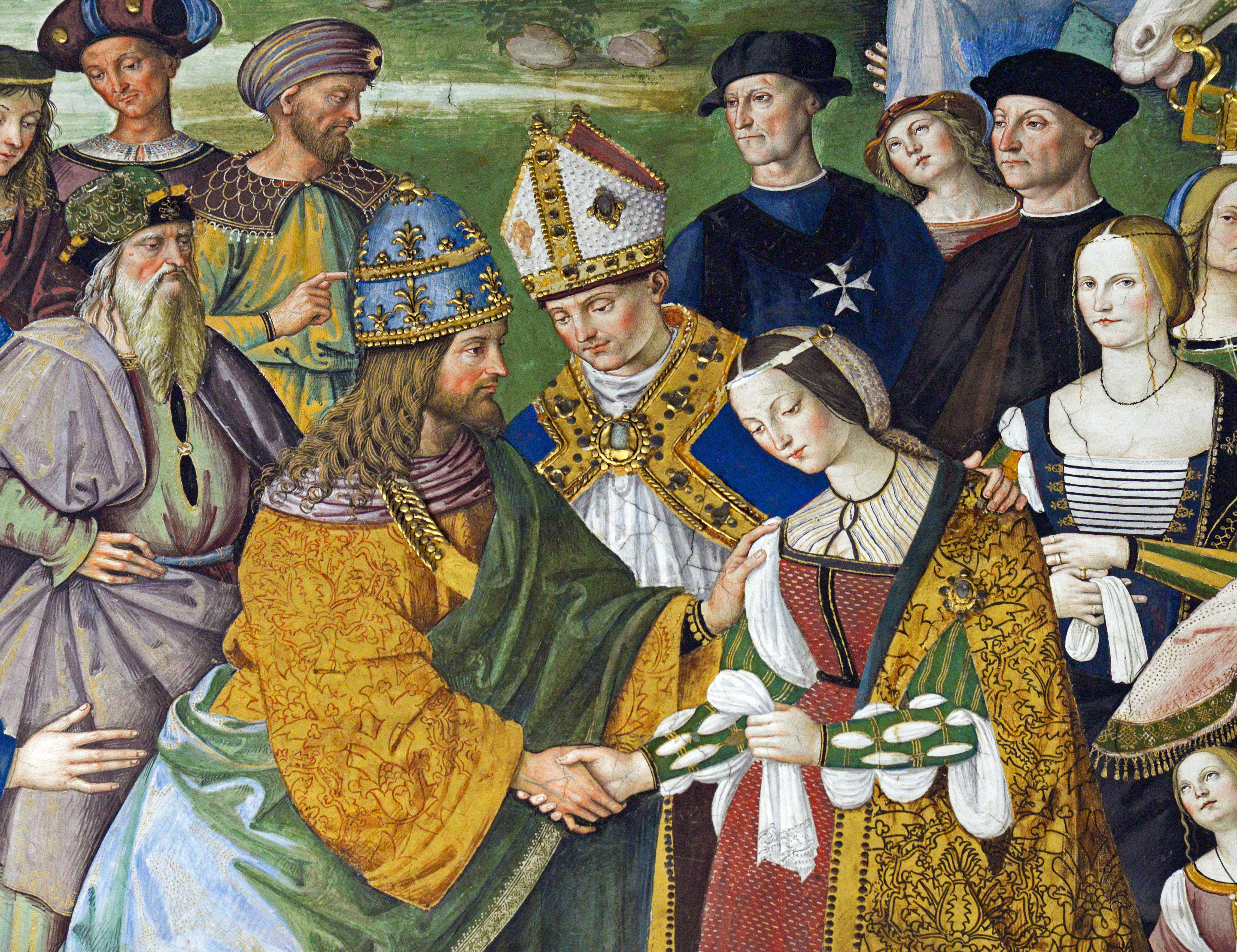
Енеа Сільвіо Пікколоміні дарує імператору Фрідріху III його майбутню наречену Елеанору Португальську. Сієнський собор
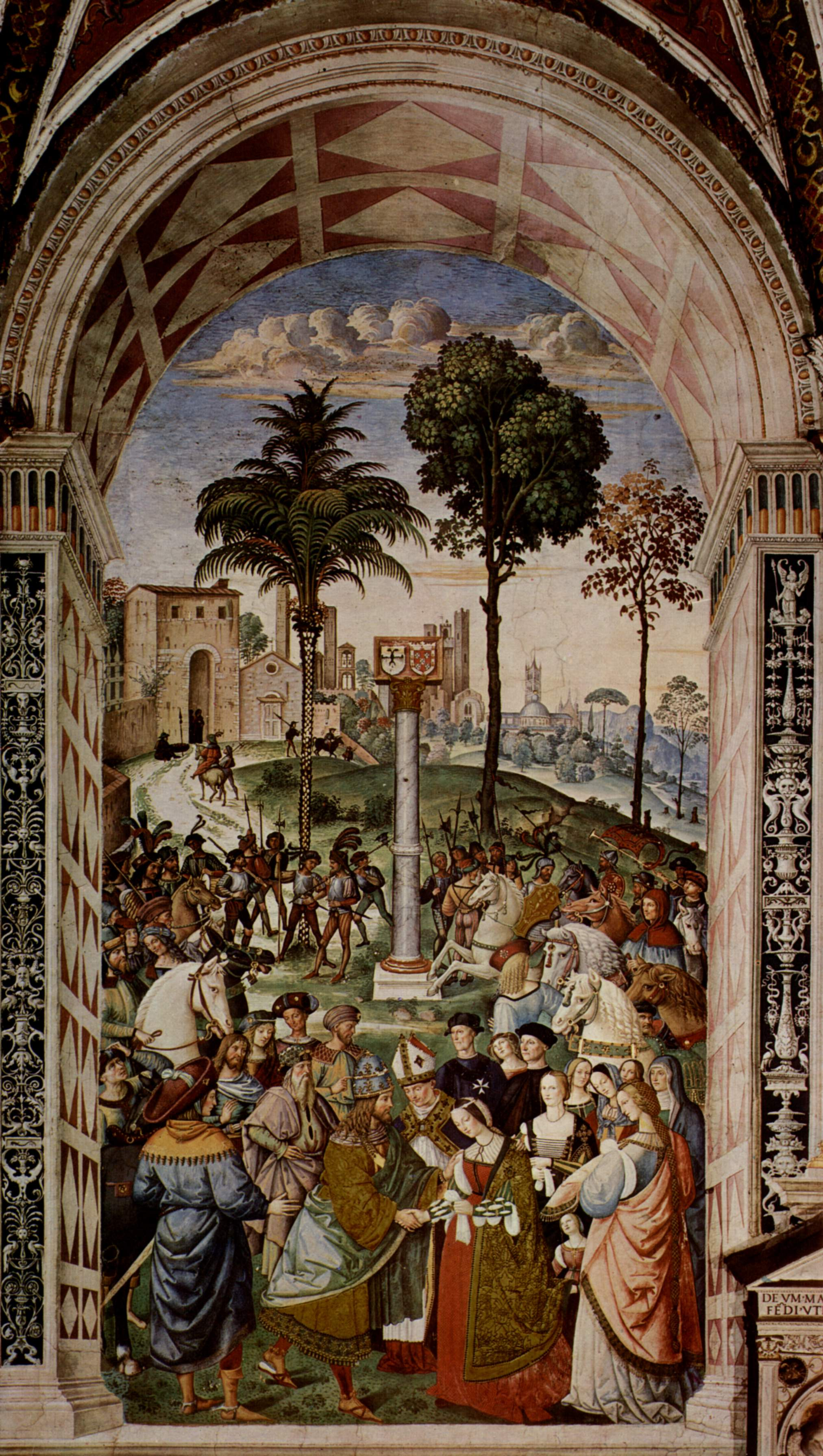
Фреска в Сієнському соборі з життя папи Пія II
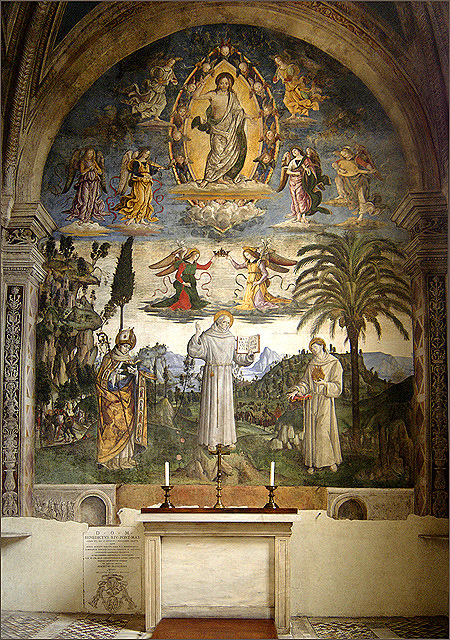
Бернард Клервоський  у Санта Марія ін Арачелі, Рим